# Ulica Grodzka w Bieczu
Ulica Grodzka w Bieczu – jedna z najstarszych ulic Biecza, biegnąca od Rynku do ul. Kazimierza Wielkiego. Nazwa tej ulicy wywodzi się od nazwy budynku leżącego przy tej ulicy, Grodu starościńskiego.
Prócz grodu starościńskiego, przy tej ulicy znajdują się 2 sklepy (w tym księgarnia), 18 budynków prywatnych i budynek Zespołu Szkół nr 1 w Bieczu.